# César-François Cassini
Pour les articles homonymes, voir Cassini.
Pour les autres membres de la famille, voir Famille Cassini.
César-François Cassini, dit Cassini III ou Cassini de Thury, né à Thury-sous-Clermont le 17 juin 1714 et mort de la variole à Paris le 4 septembre 1784, est un géodésien, cartographe et astronome français.

## Biographie
Il est le second fils de Jacques Cassini et de Suzanne Françoise Charpentier de Charmois. Élevé par son grand-oncle Jacques-Philippe Maraldi, il montre très tôt des dons pour l'astronomie. Sa carrière scientifique s'engage au moment du débat des cartésiens contre les partisans des théories de Newton concernant la forme de la Terre. Il entre à l'Académie des sciences comme adjoint astronome surnuméraire en 1735, adjoint astronome en 1741, puis pensionnaire astronome en 1745.
Il épouse en 1747 Charlotte Drouin de Vaudeuil, fille de Louis-François Drouyn de Vaudeuil, conseiller du roi et président des trésoriers de France à Soissons, et de Marie-Charlotte Masson, sœur de Pierre-Louis-Anne Drouyn de Vaudeuil, dont il a deux enfants : Jean-Dominique (Cassini IV) qui lui succèdera à l'Observatoire et Françoise Elisabeth, épouse du vicomte Louis-Henri de Riencourt. Il est par ailleurs maître ordinaire à la Chambre des comptes et conseiller du roi, membre étranger de la Royal Society et de l'Académie de Berlin.
Comme tous les Cassini, il habite le même appartement du premier étage de l'Observatoire de Paris dont il deviendra le « Directeur général » avec trois mille livres de rente et il obtiendra que ce droit devienne héréditaire.
Ses travaux astronomiques que l'on retrouve dans les Mémoires de l'Académie des Sciences sont modestes et ne sont pas restés dans l'histoire des sciences. Cassini III sera avant tout un géodésien-cartographe de grand talent. Sa carte de France est un des classiques du genre : il corrigera la méridienne qui passe par l'Observatoire et sera chargé de la description géométrique de la France. Le fruit de ses travaux sera cette belle carte de la France, composée de 180 feuilles, publiée au nom de l'Académie des sciences de 1744 à 1793, et qui offrait la représentation la plus fidèle du pays, sur une échelle d'une ligne pour 100 toises. César Cassini ne pourra achever cette vaste entreprise, et son fils Jean-Dominique Cassini sera chargé de la terminer.

## Publications
Catalogue complet des ouvrages de Jean-Dominique Cassini I par César-François Cassini III, Observations astronomiques faites dans le voyage de l'année 1738.
Carte générale de la France - "Nouvelle carte qui comprend les principaux triangles qui servent de fondement à la description géométrique de la France par M. Giovanni Domenico Maraldi et Cassini" 1774 - Tableau de la carte générale de la France pour servir à l'assemblage des 24 feuilles de la carte réduite et de celle en 180 feuilles Paris, Capitaine,

## Honneur
L'astéroïde (24103) Dethury est nommé en son honneur.

## Galerie

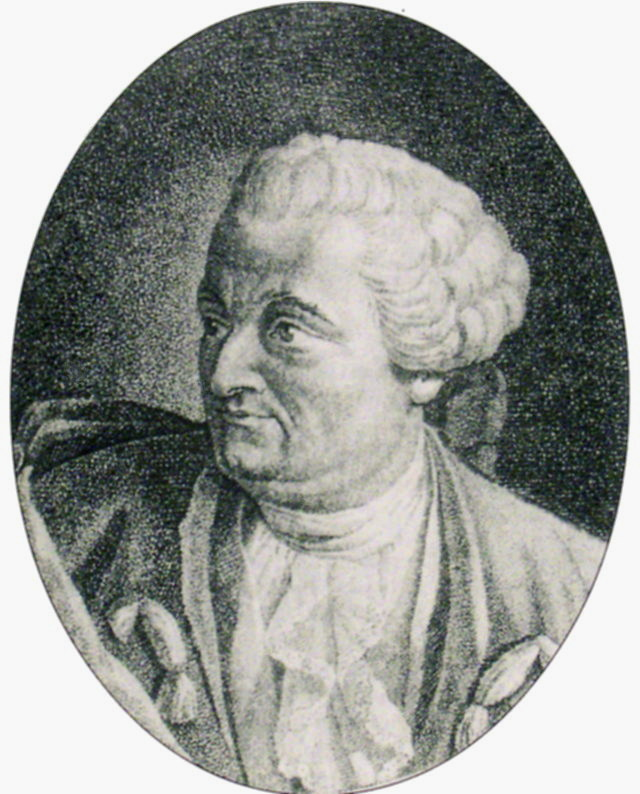
César-François Cassini
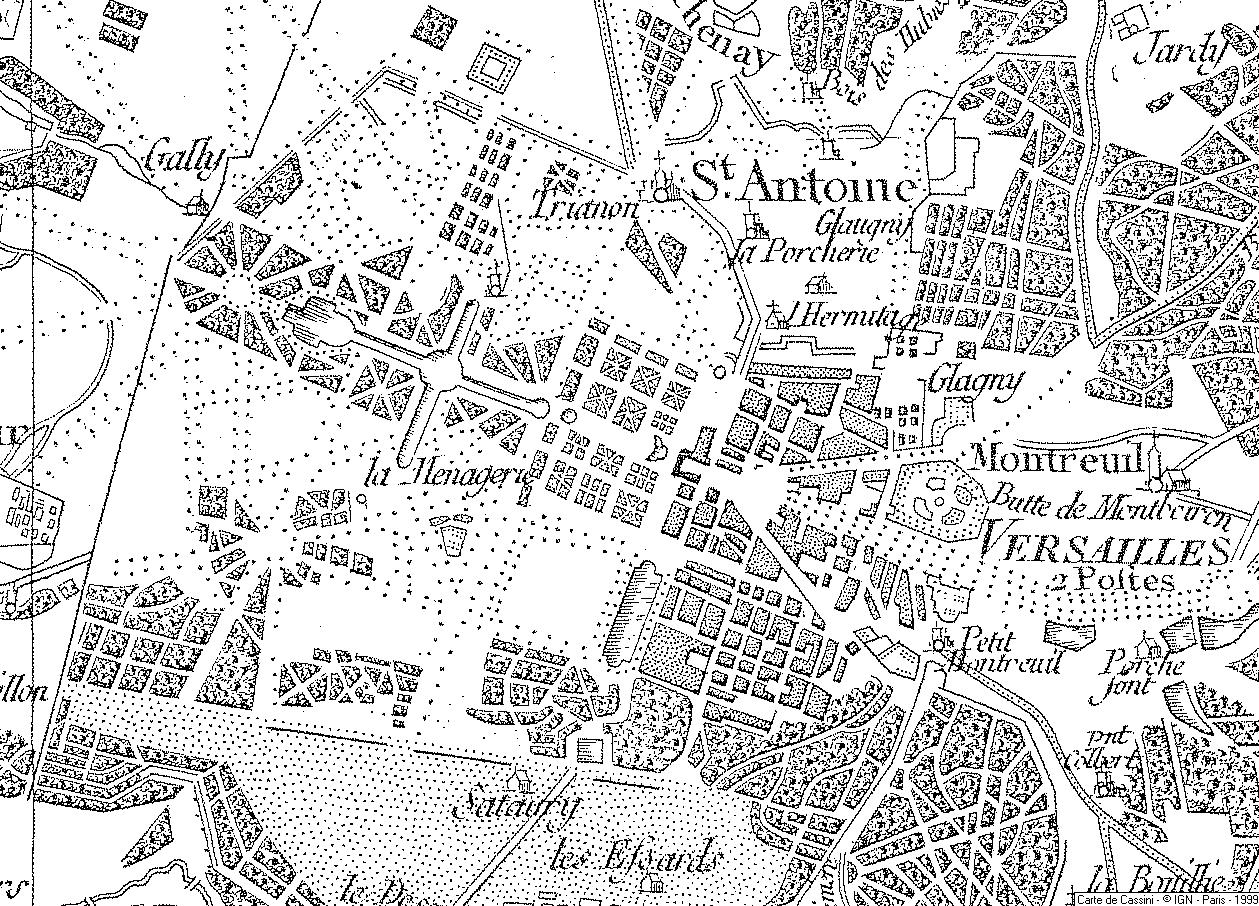
Parc du château de Versailles
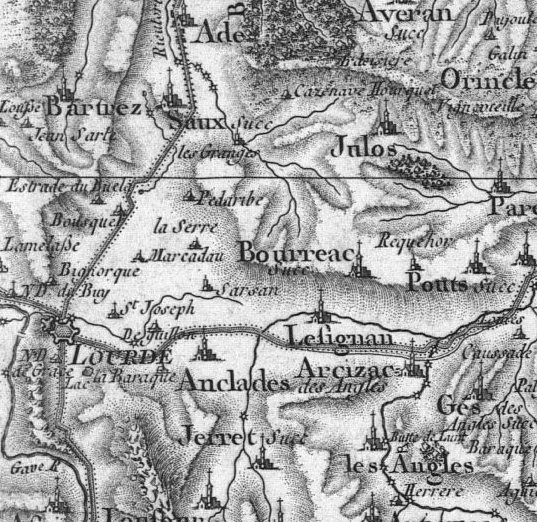
Lourdes et Lourdes Est

## Iconographie
- Outre le portrait de Jean-Marc Nattier, une statue de Henri Alfred Auguste Dubois, Paris, musée du Louvre, cour Napoléon voir ici.